# Пинчук, Тарас Владимирович
Тара́с Влади́мирович Пинчу́к (укр. Тарас Володимирович Пінчук; род. 27 апреля 1989, Киев) — украинский футболист, защитник

## Биография
Воспитанник футбольной школы киевского «Динамо», в которой начал заниматься в возрасте 7 лет. В 10 лет перешёл на 2 года в ДЮСШ-15, однако затем был возвращён в академию «Динамо» тренером Александром Лысенко. В турнирах ДЮФЛ Украины провёл за киевлян 90 матчей, забил 5 голов. Во взрослом футболе дебютировал в 2006 году, в составе «Динамо-2», в первой лиге чемпионата Украины. Также выступал за «Динамо-3» во второй лиге, а также за дублирующий состав основной команды в первенстве дублёров (58 матчей). В заявку главной команды «Динамо» попал всего однажды, на матч четвертьфинала Кубка Украины против алчевской «Стали», в 2008 году, однако на поле так и не появился.
В 2010 году был арендован кировоградской «Звездой». На протяжении двух сезонов был одним из основных игроков кировоградской команды, появляясь на поле практически в каждой игре. В 2012 году подписал со «Звездой» полноценный контракт. Провёл в клубе ещё полтора сезона, однако, в 2013 году, после назначения главным тренером команды Николая Федоренко, постепенно утратил место в составе и покинул клуб в январе 2014 года. После этого стал игроком харьковского «Гелиоса», за который выступал в течение полутора лет. Летом 2015 года перешел в киевский клуб «Оболонь-Бровар», где провёл последующие три сезона. В июле 2018 года подписал контракт с «Сумами», однако в стане команды провёл всего два месяца, уже в сентябре перейдя в ровненский «Верес». В составе клуба, в сезоне 2019/20 стал бронзовым призёром своей группы второй лиги, после чего, по итогам плей-офф, «Верес» получил право на повышение в классе. Тем не менее, после выхода в первую лигу, Пинчук провёл за ровенчан всего 5 матчей и покинул команду в декабре 2020 года. Весной 2021 года стал игроком киевского клуба «Левый берег», дебютировавшего в любительском чемпионате Украины, а уже летом того же года — заявившегося для участия во второй лиге.

### Сборная
Привлекался в юношеские сборные Украины различных возрастов. В составе студенческой сборной Украины в 2013 году выступал на летней Универсиаде в Казани, где команда заняла 5-е место

## Достижения
- Бронзовый призёр второй лиги Украины: 2019/20 (группа «А»)